# یانوش رتکائی
یانوش رتکائی (مجاری: Rátkai János؛ زادهٔ ۳۰ مهٔ ۱۹۵۱) قایقران کایاک اهل مجارستان است.